# Samuel Doe
Samuel Kanyon Doe (6. května 1951 Tuzon – 9. září 1990 Monrovia) byl liberijský voják a politik.

## Životopis
Pocházel z etnické skupiny Kranů žijících ve východní části Libérie. Byl prvním domorodým prezidentem Libérie po dlouhém období politické a hospodářské hegemonie Amerikanoliberijců.
Jako seržant liberijské armády vedl státní převrat v dubnu 1980, při kterém byl zabit prezident William Tolbert, následovalo zatýkání a vraždění funkcionářů amerikanoliberijské True Whig Party. Doe stanul v čele vládnoucí vojenské junty, v roce 1984 založil National Democratic Party of Liberia a nechal v referendu schválit novou ústavu. O rok později byl zvolen prezidentem, i když volby provázelo podezření z rozsáhlých podvodů.
Jeho režim se v mezinárodní politice orientoval na Spojené státy americké. Díky daňovým úlevám přilákal do země zahraniční investory a poskytováním levné vlajky se liberijské loďstvo stalo za jeho vlády jedním z největších na světě. Autoritářská a zkorumpovaná vláda v očích veřejnosti ztrácela na popularitě. V roce 1985 byl potlačen pokus o převrat, který vedl generál Thomas Quiwonkpa, v roce 1989 vznikla National Patriotic Front of Liberia, která zahájila proti Doeovi ozbrojený boj po celé zemi. V září 1990 dobyli rebelové, které vedli Charles Ghankay Taylor a Prince Yormie Johnson, hlavní město Monrovii. Doe byl zatčen, mučen a popraven, vítězové pořídili videozáznam jeho smrti. Poté Libérie upadla do občanské války mezi různými politickými frakcemi, která trvala do roku 1997.